# Harold Laski
Harold Joseph Laski (30. června 1893 Manchester – 24. března 1950 Londýn) byl anglický politolog, ekonom a politik židovského původu. V letech 1945–1946 byl předsedou (Chair of National Executive Committee) Britské labouristické strany. Kolem roku 1930 přešel na marxistické pozice a zdůrazňoval nutnost dělnické revoluce, což vyvolalo silnou opozici uvnitř Labour party. Tato situace se opakovala poté, co se stal předsedou strany a postavil se proti němu umírněný lídr strany (což není post totožný s předsednickým) Clement Attlee, který nakonec získal i post premiéra a nikdy Laskiho nepozval do vládního kabinetu. Byl jedním z nejvlivnějších britských reprezentantů marxismu v meziválečných letech, který inspiroval zvláště zahraniční studenty v Londýně, z nichž mnozí se později stali vůdci nově nezávislých národů v Asii a Africe ve druhé polovině 20. století (k jeho studentům patřil například Džaváharlál Néhrú). Byl také znám jako zastánce sionismu a podporoval vznik židovského státu. Byl váženým akademikem, v letech 1926–1950 byl profesorem na London School of Economics.